# 19 Ophiuchi
19 Ophiuchi är en misstänkt variabel i stjärnbilden Ormbäraren.
19 Ophiuchi varierar mellan visuell magnitud +5,63 och 6,10 utan någon fastställd periodicitet. Den befinner sig på ett avstånd av ungefär 500 ljusår.